# Gmina związkowa Arneburg-Goldbeck
Gmina związkowa Arneburg-Goldbeck (niem. Verbandsgemeinde Arneburg-Goldbeck) - gmina związkowa w Niemczech, w kraju związkowym Saksonia-Anhalt, w powiecie Stendal. Siedziba gminy związkowej znajduje się w miejscowości Goldbeck. Utworzona została 1 stycznia 2010.
Gmina związkowa zrzesza osiem gmin, w tym dwa miasta oraz sześć gmin wiejskich: 
- Arneburg
- Eichstedt (Altmark)
- Goldbeck
- Hassel
- Hohenberg-Krusemark
- Iden
- Rochau
- Werben (Elbe)